# Skov
 Denne artikel omhandler plantesamfundet eller biotopen "en skov". For andre betydninger af Skov, se Skov (flertydig). (Se også artikler, som begynder med Skov)
| Taiga (nåleskov) Løvskove Tempereret regnskov | Mediterrane biomer Monsunskove Bjergskove | Skovsavanner Subtropiske tørkeskove Tropiske regnskove |

En skov er et plantesamfund eller en biotop, hvori træer udgør hovedbestanddelen. Endvidere må det kræves, at der er tale om et større areal, minimum 0,5 hektar og en minimumsbredde på 20 meter med træer højere end 5 meter og at trækronerne dækker mere end 10 %. Skov forekommer naturligt overalt på Jorden, bortset fra områder med for lav temperatur eller for tørt klima. Klimaet er afgørende for, hvilken skovtype, der udvikles.
Skoven producerer bioaerosoler og påvirker skydannelse, tågedannelse og nedbøren væsentligt – og dermed både vejret og klimaet.

En mindre skov kaldes for en lund.
I overført betydning bruges ordet "skov" også til at angive en større samling af ensartede individer eller emner f.eks. en skov af biler eller mennesker.

## Økosystem
Skove forekommer hvor det ikke er for koldt og hvor der er et vist minimum af nedbør (afhængig af temperaturen). Hvis der falder for lidt regn forekommer i stedet savanne, steppe eller tundra. For stor højde eller koldt klima er varigheden af vækstsæsonen afgørende. I en given højde eller under en vis gennemsnitstemperatur findes en trægrænse, og over denne kan der ikke vokse skov - kun enkelte, ofte forkrøblede, træer.
Skove udgør komplekse økosystemer, og de kan i nogen områder være det mest produktive land-økosystem. Efter oceanerne er skovene de områder der har størst indflydelse på det globale klima. Skovene binder store mængder kuldioxyd (CO2) og producerer ilt. Skove er med til at balancere klimaet lokalt - og måske også globalt. Blandt skove finder man nogen af de mest artsrige økosystemer (tropisk regnskov) og økosystemet med størst biomasse pr. areal (tempereret regnskov).
Skove med træer, som har dybe rødder, har en væsentlig indflydelse på klimaet og den dybere jords vandindhold. Træernes rødder kan transportere op til 10% af den årlige nedbør i vådsæsonen fra overfladejorden og til dybere jordlag – ned til 13 meter. I tørketider "henter" træerne så vandet igen og kan på denne måde lave op til 40% mere fotosyntese i tørkeperioder.

## Skovtyper
- Løvskov
- Nåleskov
- Regnskov

## Skovformer
- Græsningsskov
- Stævningsskov
- Plantage
- Naturskov
- Urskov
- Højskov

## Skov biomer og økoregioner i Danmark
- Palæarktiske zone – den Økozone som bl.a. Danmark, Tyskland og Sverige ligger i
  - Biom: Tempereret løvfældende skov
    - Økoregion: Tempererede løvskove i Nordvesteuropa
      - Bøgeskov
      - Egeskov
      - Ellesump

  - Biom: Boreal nåleskov
    - Økoregion: Skandinavisk og russisk nåleskov